# العباسية (السودان)
الَعَباسِية وتعرف كذلك بالعباسية تَقَلِي، بلدة تقع شمال شرق ولاية جنوب كردفان بالسودان، على ارتفاع 376 متر (1233 قدم) فوق سطح البحر وتبعد عن الخرطوم مسافة 403 كيلومتر(250 ميل) وعن مدينة كادقلي حاضرة ولاية جنوب كردفان بحوالي 215 كيلومتر ( 133,59ميل) وعن الأبيّض حاضرة شمال كردفان 163 كيلومتر ( 101 ميل ) تقريباً. 
والعباسية مدينة تاريخية مهمة في السودان حيث كانت عاصمة لمملكة تقلي الإسلامية التي نشأت حوالي القرن السادس عشر أو السابع عشر الميلادي، ولذلك فهي تعرف أيضاً باسم العباسية تقلي نسبة إلى تلك المملكة التي امتد نفوذها في مناطق واسعة من جبال النوبا بالسودان.

## سبب التسمية
لا توجد حتى الآن أية دراسات معروفة أو تراث متناقل مدوّن يحكي سبب تسمية البلدة بهذا الاسم ولعل الرأي المرجح هو أن للإسم صلة بملوك مملكة قبائل تقلي الذين يصلون نسبهم إلى الصحابي عبد الله بن عباس بن عبد المطلب، ابن عم النبي محمد. وذُكر بأن أول من أطلق عليها هذا الاسم المك (الملك) آدم جيلي بن المك عمر بن المك محمد الفونجاوي. وأما اللقب «تَقَلي» (القاف سودانية تنطق كالقاف اليمنية أو الجيم المصرية المعطشة)، الذي يضاف إلى اسم المدينة والمملكة القديمة فهو يعود إلى قبيلة تقلي، إحدى قبائل جبال النوبا، وإن كان هناك من يخالف هذا الرأي ويشير إلى أن الاسم كان يطلق على المنطقة ككل وليس على قبيلة.

## الموقع
تقع العباسية شمال شرق ولاية جنوب كردفان وتجاورها من جهة الغرب محلية أم روابة .

## التاريخ
عرفت العباسية كعاصمة لمملكة تقلي التي كانت تقع في المنطقة الشمالية الشرقية من جبال النوبا بجنوب كردفان، إبان القرن السادس عشر أو السابع عشر الميلادي، وامتد سلطانها ملوك إلى مناطق عديدة بما فيها المناطق الشرقية بجبال النوبا، وظلت العباسية على هذه الصفة حتى في عهد الحكم التركي المصري ( 1821 - 1885 ) وقد آزرت منطقة العباسية تقلي قائد الثورة المهدية محمد أحمد المهدي حينما هاجر إلى المنطقة واعتصم بها قبل نشر دعوته الدينية ومقاومته للحكم التركي المصري في السودان، وبانتصار الثورة المهدية انتهى ما تبقى من حكم إسمي لممكلة تقلي التي تحولت إبان الحكم الثنائي إلى مجلس ريفي.

## الطبوغرافيا

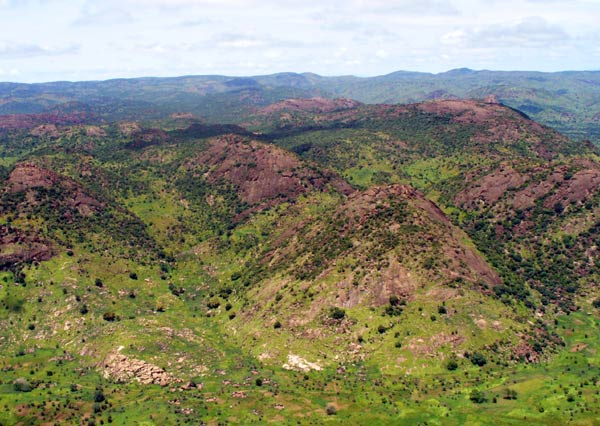
جبال النوبة

تقع العباسية في منطقة مسطحة التضاريس تحيطها الجبال من كافة الإتجاهات.

## شبكة الطرق
- الطريق الدائري الذي يربط المدينة الشبكة القومية للطرق ويمر بغرب المدينة
- الطريق المتجه نحو الشرق إلي قرى وكرة والترتر وبلولة
- الطريق الغربي ويتجه إلى الموريب وطاسي
- الطريق الجنوبي ويتجه نحو قرى الجبل وفضيلة وسبوت

## أهم معالم المدينة
- الجبال التي تقع جنوب وغرب المدينة
- آثار قصور ملوك مملكة تقلي
- مسجد العباسية العتيق الذي يرجع تاريخه إلي عهد المملكة
- مبانى الوحدة الإدارية
- مبنى المحكمة الأهلية
- مكتب وقاية النبات
- مباني المحلية الجديدة
- السرايا
- بعض الابار القديمة ا

## الخدمات المصرفية
- البنك الزراعي السوداني
- البنك الإسلامي السوداني

## التعليم
يرجع تاريخ التعليم في العباسية إلي عهود قديمة حيث قامت الخلاوي منذ عهد مملكة تقلي وما بعدها لتحفيظ القرآن وتدريس علومه وكان ملوك تقلي يهتمون بالتعليم ويقومون بتكريم حفظة القرآن والعلماء والاحتفاء بهم. ويرسل معظم التقلاويين (المفرد تقلاوي وهو لفظ يطلق على ساكن المدينة) اطفالهم إلى الخلاوي للدراسة في سن مبكرة قبل دخولهم المدارس النظامية وهو تقليد قديم ظلوا يحافظون عليه.
يوجد بالمدينة عدد اً من مدارس مرحلة الأساس بلغ حوالى 85 مدرسة. وهناك خمس مدارس ثانوية، ثلاث منها للبنين وأثنتان للبنات. ومن مشاكل التعليم بالبلدة هو ضعف البنية الأساسية واللوجستية والبيئة المدرسية حيث تقوم بعض المدارس في مباني مؤقتة مبنية بمواد البناء المحلية التقليدية كالقش والحصير والقصب إلى جانب اكتظاظها بحيث تضم المدرسة الواحدة في بعض الحالات أكثر من 800، كما في مدرسة بنت وهب التي زاد عدد تلاميذها (في السنة الدراسية 2011-2012) بأكثر من 900 تلميذة.

## الرعاية الصحية
هناك مستشفي واحد إلى جانب عدد من المراكز الصحية.

## الإدارة
وفقاً للتقسيم الإداري السائد في السودان تعتبر العباسية محلية من محليات ولاية جنوب كردفان وتنقسم إلى خمس وحدات إدارية وهي: 
- وحدة المدينة
- وحدة الجبل
- وحدة الموريب
- وحدة تبسة
- وحدة الدباديب

يبلغ عدد القرى التابعة للمحلية 167 قرية.

## التركيبة السكانية
يتكون النسيج الاجتماعي الأصلي  بالعباسية من قبيلة تقلي كما توجد مختلف الإثنيات التي تصاهرت وتعايشت و اصبحت من سكان المنطقة .
ويقدر عدد السكان بحوالي 140 إلى 150 ألف نسمة، ويدين السكان بالإسلام بنسبة تكاد تكون مائة بالمائة.

## مشاهير وأعلام العباسية
- الأمير مختار آدم جيلي، وهو أمير عموم تقلي السابق
- احمد المنصور جيلي امير تقلي الحالي
- الشيخ عبد الماجد عوض الجيد إمام المسجد الكبير منذ العام 1947
- ابوبكر المنصور جيلى
- الشيخ القاسم عبد القادر عفيف شيخ الطريقة السمانية
- الشيخ آدم عدار احد أعيان قبيلة تقلي .
- الاستاذ عبد القادر دورة كاتب ومؤرخ
- على ضيف أحمد، أحد رواد الخدمة المدنية بالسودان[5]
- محمد سعيد عبد الرحمن *بشير سعيد عبد الرحمن